# Shady Shores (Texas)
Shady Shores es un pueblo ubicado en el condado de Denton en el estado estadounidense de Texas. En el Censo de 2010 tenía una población de 2612 habitantes y una densidad poblacional de 345,49 personas por km².

## Geografía
Shady Shores se encuentra ubicado en las coordenadas 33°9′44″N 97°2′6″O / 33.16222, -97.03500. Según la Oficina del Censo de los Estados Unidos, Shady Shores tiene una superficie total de 7.56 km², de la cual 7.54 km² corresponden a tierra firme y (0.31%) 0.02 km² es agua.

## Demografía
Según el censo de 2010, había 2612 personas residiendo en Shady Shores. La densidad de población era de 345,49 hab./km². De los 2612 habitantes, Shady Shores estaba compuesto por el 90.43% blancos, el 2.49% eran afroamericanos, el 0.73% eran amerindios, el 2.26% eran asiáticos, el 0.15% eran isleños del Pacífico, el 1.42% eran de otras razas y el 2.53% pertenecían a dos o más razas. Del total de la población el 8.73% eran hispanos o latinos de cualquier raza.